# Ed Stone
Edward Carroll Stone (Knoxville, 23 de janeiro de 1936 – 9 de junho de 2024) foi um físico estadunidense. Foi professor de física no Instituto de Tecnologia da Califórnia, cientista espacial a antigo diretor do Jet Propulsion Laboratory (JPL). Foi também o cientista-chefe das missões Voyager 1 e 2.

## Vida
Stone era filho de um pequeno empresário e de um contador e cresceu em Burlington. Estudou física na Universidade de Chicago, obtendo um mestrado em 1959 e um doutorado em 1964. Em seguida, trabalhou no Instituto de Tecnologia da Califórnia (Caltech), onde se tornou professor assistente em 1967 e professor de física em 1976. De 1983 a 1988 foi chefe da Faculdade de Física, Matemática e Astronomia. Foi diretor do Laboratório de Radiação Espacial e diretor do Laboratório de Propulsão a Jato de 1991 a 2001. Lá, ele esteve envolvido na missão Voyager como cientista do projeto a partir de 1972 e, mais tarde, seu porta-voz, o que lhe trouxe destaque público durante o sobrevoo das sondas Voyager pelos grandes planetas. Foi só em 2022 que ele deixou o cargo de cientista do projeto na missão Voyager, aos 86 anos.
Já em 1961, Stone estava ativo em pesquisas espaciais com experimentos sobre raios cósmicos em satélites Discoverer. Recebeu o Prêmio Magalhães em 1992, o Carl Sagan Memorial Award em 1999 e o Prêmio Shaw de Astronomia em 2019.  Para 2022, Stone foi premiado com a Medalha Benjamin Franklin. Foi membro da Academia Nacional de Ciências (1984) e da Sociedade Filosófica Americana (1993) e recebeu a Medalha de Serviços Distintos da NASA e a Medalha Nacional da Ciência, entre inúmeros prêmios. Foi pesquisador do Sloan de 1971 a 1973 e membro da American Physical Society em 1975. O asteroide 5841 Stone foi nomeado em sua homenagem.
Ele foi por um tempo presidente do conselho da Associação de Pesquisa em Astronomia da Califórnia, que opera os observatórios Keck, e diretor da Fundação W. M. Keck.
Em 2023, a Caltech estabeleceu a Edward C. Stone Professorship em sua homenagem.
Stone morreu em 9 de junho de 2024, aos 88 anos, em sua casa em Pasadena, Califórnia.

## Morte
Stone morreu no dia 9 de junho de 2024, aos 88 anos.